# Alberto Monreal Luque
Alberto Monreal Luque (Madrid, 18 de noviembre de 1928-Madrid, 4 de agosto de 2014) fue un economista y político español, que llegó a ser ministro de Hacienda entre 1969 y 1973.

## Biografía
Se licenció en Ciencias Económicas en la Universidad de Madrid, donde realizó el doctorado y fue profesor adjunto. En 1954, accedió al Cuerpo de Estadísticos Facultativos y en 1956 al de Economistas del Estado. 

### Trayectoria política
Fue procurador en las Cortes franquistas entre 1967 y 1971. Fue secretario general técnico del Ministerio de Obras Públicas en 1965 y subsecretario de Educación y Ciencia en 1968. 
Fue nombrado ministro de Hacienda el 29 de octubre de 1969. En 1972, encargó al Instituto de Estudios Fiscales, dirigido por el profesor Enrique Fuentes Quintana, la preparación de un informe para una futura reforma fiscal. Una vez elaborado el informe materializado en el denominado libro verde. En 1973 presentó, junto a Fuentes Quintana, el proyecto a Franco en el Palacio de El Pardo, que aunque aparentemente fue bien recibido, provocó el cese fulminante de Monreal, el 11 de junio e incluso se ordenó la destrucción de los ejemplares existentes del proyecto de reforma.
En 1974, tras su cese como ministro fue nombrado presidente de Tabacalera, S.A., cargo en el que permaneció hasta 1982.
| Predecesor: Juan José Espinosa San Martín | Ministro de Hacienda de España 1969-1973 | Sucesor: Antonio Barrera de Irimo |